# نبو بلاتسو يقبي
نابو بلاتسو - يقبي (أيضًا، نبو-بلاسو-يقبي) نجل الملك نبوخذ نصر . رافق والده القرن في السادس قبل الميلاد. وشغل وظيفة الحاكم في حران . كان متزوجا من اداد-هابي ووالد آخر ملك بابلي نابونيد ،إلا أن نقش على لبنة من حران دعا والد نبو نيد باسم نوسكو بلاتسو يقبي Nusku-balāstu-iqbi . في النقوش ، وُصف نابو بلاتسو يقبي بأنه الأمير الحكيم ومُبجل الآلهة والإلهات العظم . لا يظهر في النقوش المختلفة لزوجته وابنه ، إذ بمكن التخمين بأنه مات مبكراً.

## أدبيات
- هانز ج. نيسين : تاريخ آسيا القديمة الصغرى (= خطة الطابق القديمة للتاريخ القديم ) . المجلد 25). أولدنبورغ ، ميونيخ 1999 ، ردمك 3-486-56373-4 .